# Pachycytes coadnata
Pachycytes coadnata är en skalbaggsart som först beskrevs av Leon Fairmaire 1889.  Pachycytes coadnata ingår i släktet Pachycytes och familjen långhorningar.
Artens utbredningsområde är Madagaskar. Inga underarter finns listade i Catalogue of Life.